# Abū ʿĪsā al-Warrāq
Abū ʿĪsā Muhammad ibn Hārūn al-Warrāq (arabisch أبو عيسى محمد بن هارون الوراق, DMG Abū ʿĪsā Muḥammad ibn Hārūn al-Warrāq gest. wahrscheinlich 861/862) war ein Kalām-Gelehrter, der um die Mitte des neunten Jahrhunderts in Bagdad tätig war. Er war mit seinen Schriften zu den verschiedenen in seiner Zeit bekannten Religionen und Glaubensrichtungen eine wichtige Quelle für die Islamische Doxographie. Der arabische Philosoph Abū Haiyān at-Tauhīdī (gest. 1023) lobte ihn als „einen der gescheitesten Kalām-Gelehrten“ (min ḥuḏḏāq al-mutakallimīn). Die Informationen in den Quellen zu al-Warrāqs eigener religiöser Orientierung sind widersprüchlich. In der modernen Forschung sind die Ansichten dazu geteilt. Während Carsten Colpe annahm, dass al-Warrāq dem Manichäismus zuneigte, war Josef van Ess davon überzeugt, dass er ein Schiit war.

## Leben
Es gibt nur wenig gesicherte Informationen über Abū ʿĪsā al-Warrāqs Leben. Nach al-Masʿūdī war er in Bagdad tätig. Seinem Laqab al-Warrāq ist zu entnehmen, dass er Buchhändler oder Kopist oder beides war.  Fest steht jedoch, dass er der Lehrer von Ibn ar-Rāwandī war. Abū l-Husain al-Chaiyāt erwähnt in seinem Kitāb al-Intiṣār dass es Abū ʿĪsā al-Warrāq gewesen sei, der Ibn ar-Rāwandī „von der Ehre des Iʿtizāl in die Schmach des Ilhād und des Unglaubens“ hinausgeführt habe.
Hinsichtlich Abū ʿĪsās Ende führt Ibn al-Dschauzī einen Abū ʿAlī al-Dschubbā'ī zugeschriebenen Bericht an, wonach die Behörden Ibn ar-Rāwandī und Abū ʿĪsā zu verhaften versuchten. Während ersterer entkam, steckten sie Abū ʿĪsā ins Gefängnis, wo er starb. Al-Masʿūdī datiert den Tod von Abū ʿĪsā auf das Jahr 247 der Hidschra (= 861/862 n. Chr.), und er gibt an, dass er in ar-Ramla, einem Ort im westlichen Teil von Bagdad, starb. Ein Bericht bei al-Aschʿarī, wonach er mit einem Gefährten von Hischām ibn al-Hakam (gest. 795 oder später) gesprochen hat, deutet ebenfalls auf ein Floruit zu Beginn des 9. Jahrhunderts hin.

## Werke
Fast alle der zwanzig Werke Abū ʿĪsās, von denen Titel überliefert sind, sind verschollen. Sie lassen sich in die folgenden Kategorien einteilen:

### DasKitāb Maqālāt an-nās wa-ḫtilāfuhum
Das Kitāb Maqālāt an-nās wa-ḫtilāfuhum ist ein auf Objektivität angelegtes doxographisches Werk über die wichtigsten religiösen Lehren der Menschen und ihre Unterschiede. Es war eine wichtige Quelle für die späteren doxographischen und häresiographischen Werke von al-Hasan ibn Mūsā an-Naubachtī (gest. 922), Abū l-Hasan al-Aschʿarī (gest. 935), ʿAbd al-Qāhir al-Baghdādī (gest. 1037) und asch-Schahrastānī (gest. 1153). Auch al-Masʿūdī (gest. 956), Bīrūnī (gest. 1028) und asch-Scharīf al-Murtadā (gest. 1044) schöpften daraus. Die Themen, zu denen es zitiert wird, sind die dualistischen Weltanschauungen (Manichäismus und Markioniten), die religiösen Anschauungen der vorislamischen Araber, die jüdischen Sekten, die Sumanīya, also der Buddhismus, die schiitischen Lehren und die Lehren der frühen Muʿtaziliten Wāsil ibn ʿAtā' und ʿAmr ibn ʿUbaid. Er beschrieb darin aber auch die verschiedenen christlichen Gruppen mit ihren dogmatischen Unterschieden und den Begründungen ihrer Lehrauffassungen. Eine ausführliche Passage, die sich mit den Lehren der Dahriten befasst, wird im Kitāb al-Muʿtamad fī uṣūl al-dīn von Ibn al-Malāhimī (gest. 1141) zitiert.
Al-Warrāqs Sympathien gelten jedoch vor allem den Lehren des Manichäismus, die er seinem muslimischen Publikum nahebringen wollte. Carsten Colpe ist aufgrund des Studiums der erhaltenen Zitate zu der Auffassung gelangt, dass sich hier ein Muslim „das manichäische System adaptiert“ habe, „indem er es entmythologisierte und seine rationale, der Welterklärung dienende Komponente soweit wie möglich herausarbeitete.“

### Widerlegungen nicht-islamischer Religionen
- Radd an-Naṣārā („Widerlegung der Christen“). Von diesem Buch gab es drei Versionen, eine lange, eine mittellange und eine kurze. Eine davon, wahrscheinlich die Langversion, wird in dem als Widerlegung angelegten Werk Tabyīn ġalaṭ Muḥammad ibn Hārūn al-maʿrūf bi-Abī ʿĪsā al-Warrāq des christlichen Philosophen Yahyā ibn ʿAdī (gest. 974) abschnittsweise wörtlich zitiert.[16] Damit ist es Abū ʿĪsās einziges Werk, das in mehr als fragmentarischer Form überliefert ist.[9] Die beiden Hauptteile über die Trinität und die Inkarnation wurden von David Thomas in seinen Büchern Anti-Christian polemic in early Islam. Abū ʿĪsā al-Warrāq’s “Against the Trinity” (Cambridge 1992) und Early Muslim polemic against Christianity: Abū ʿĪsā al-Warrāq's „Against the Incarnation“ (Cambridge 2002) ediert und übersetzt. Abū ʿĪsā setzte sich in diesem Werk in getrennten Kapiteln mit den Lehren der Monophysiten, Nestorianer und Melkiten auseinander.[17] Das Buch beeinflusste die späteren muslimischen Gelehrten al-Bāqillānī (gest. 1013) und ʿAbd al-Dschabbār ibn Ahmad (gest. 1025), die teilweise ihr Wissen über das Christentum aus ihm bezogen und einige seiner Gegenargumente übernahmen.[18]
- Radd ʿalā l-Maǧūs („Widerlegung der Zoroastrier“)
- Iqtiṣāṣ maḏāhib aṣḥāb al-ithnain wa-r-radd ʿalaihim („Genaue Darstellung der Lehrrichtungen der Dualisten und ihre Widerlegung“).[9]

### Islamkritische Werke
- al-Ġarīb al-mašriqī („Der östliche Fremde“). Zitate daraus sind in Abū Haiyān at-Tauhīdīs al-Imtāʿ wa-l-muʾānasa erhalten.[19] Hier versuchte al-Warrāq die islamische Lehre mit logischen Schlussfolgerungen ad absurdum zu führen. So stellte er zum Beispiel die Überlegung an, dass derjenige, der etwas befehle, von dem er wisse, dass derjenige, dem es befohlen wird, es nicht ausführen werde, töricht sei. Da Gott von den Ungläubigen gewusst habe, dass sie den Glauben nicht annehmen würden, gebe es in der göttlichen Weisheit keinen Grund, ihnen die Annahme des Glaubens zu befehlen. In ähnlicher Weise argumentierte hinsichtlich der göttlichen Bestrafung der Menschen im Jenseits: Jemand, der strafe, ohne damit den Bestraften oder jemanden anders zu verbessern oder seinen Zorn zu lindern, sei ungerecht, weil er seine Strafe am falschen Platz ausgeübt habe. Da Gott mit seiner Strafe weder die Höllenbewohner noch jemanden anders verbessere noch seinen Zorn lindere, gebe es in der göttlichen Weisheit keinen Weisheit keinen Grund für diese Strafe.[1]
- an-Nauḥ ʿalā l-bahāʾim („Die Beweinung der Tiere“). Es handelt sich um eine Schmähschrift gegen die islamischen Opferpraktiken und bezog sich wahrscheinlich auf die betreffenden Praktiken beim Islamischen Opferfest.[20]

Asch-Scharīf al-Murtadā (gest. 1044) meint, dass die beiden Bücher nichts mit al-Warrāq zu tun hätten, sondern von einem dualistischen Autor stammten, der sie in seinem Namen verfasst habe. Die Abfassung islamkritischer Werke durch Abū ʿĪsā al-Warrāq wird aber auch durch ʿAbd al-Dschabbār ibn Ahmad (gest. 1024) bezeugt, der konstatierte, dass er „Bücher zur Verleumdung des Gottesgesandten“ verfasste. ʿAbd al-Dschabbār warf ihm auch vor, zusammen mit Ibn ar-Rāwandī gezielt Zweifel an Mohammeds Prophetentum gesät zu haben. Das passt dazu, dass al-Māturīdī (gest. 941) in seinem Kitāb at-Tauḥīd zahlreiche islamkritische Aussagen al-Warrāqs zitiert. In einer von ihnen bemängelt al-Warrāq, dass der Koran inkonsistent sei, wenn er an einer Stelle diejenigen, die an der Religion zweifeln, ermahne, die „Leute der Mahnung“ zu fragen, während er sie an anderen Stellen vorwerfe, die Wahrheit zu verheimlichen. In einer anderen fragt er spöttisch, warum, wenn der Gottesgesandte erklärt habe, dass die Engel bei Sieg von Badr dabei gewesen seien, diese bei der Niederlage von Uhud nicht anwesend waren.

### Werke zu Aspekten der schiitischen Lehre
- Iḫtilāf aš-šīʿa („Die Meinungsverschiedenheit der Schia“).[16] Darin benutzte er das Kitāb al-Iḫtilāf fī l-imāma von Hischām ibn al-Hakam.[25]
- Kitāb al-Imāma, Buch über das Imamat, von dem es eine Lang- und eine Kurzversion gab.[4]
- Kitāb as-Saqīfa. Das Buch, das 200 Seiten lang war, enthielt rationale Argumente dafür, dass ʿAlī ibn Abī Tālib durch explizite Designation (naṣṣ ǧalī) zum Nachfolger des Propheten bestimmt worden war, und wendet sich gegen den Vorrang Abū Bakrs.[16]
- Kitāb al-Ḥukm ʿalā Sūrat Lam yakun.[26] Das Werk befasst sich mit Sure 98, die nach allgemeiner Auffassung ehemals viel umfassender war und bei der nach schiitischer Auffassung im ʿuthmānischen Kodex absichtlich die Namen von 70 Männern der Quraisch ausgelassen worden sind.[27]
- Kitāb al-Maǧālis

## Seine eigene religiöse Orientierung

### Aussagen in den arabischen Quellen
Die Aussagen zu Abū ʿĪsā al-Warrāqs eigener religiöser Orientierung in den Quellen sind widersprüchlich. Nach asch-Schahrastānī war Abū ʿĪsā al-Warrāq ursprünglich ein Madschūsī, gehörte also dem Zoroastrismus an. Nach Ibn an-Nadīm war er Muʿtazilit, wandte sich jedoch im Laufe unterschiedlichen religiösen Lehren zu, bis man ihn beschuldigte, zum Dualismus übergegangen zu sein. Am Ende seines Fihrist führt er ihn in einer Liste von Kalām-Gelehrten an, die nach außen hin den Islam vorgaben, in ihrem Inneren aber Zandaqa hegten. ʿAbd al-Dschabbār ibn Ahmad beschuldigte Abū ʿĪsā al-Warrāq, ein Mulhid zu sein. Nach Abū l-Husain al-Chaiyāt verstießen die Muʿtaziliten Abū ʿĪsā al-Warrāq aus ihrem Kreis, nachdem er zum Mulhid geworden war.
Abū l-Husain al-Chaiyāt schreibt, Abū ʿĪsā habe sich dem Manichäismus zugewandt, den Dualismus verteidigt, zu seiner Verteidigung Bücher verfasst und seine Lehre bekräftigt, einschließlich der Lehre von der Urewigkeit der zwei Prinzipien (qidam al-iṯnain). Als Manichäer habe er auch ʿAlī ibn Abī Tālib gehasst, wegen des vielen Bluts, das ʿAlī vergossen habe. Asch-Scharīf al-Murtadā hielt den Dualismus-Vorwurf, den al-Chaiyāt gegen al-Warrāq erhoben hatte, dagegen für unberechtigt. Er führte ihn auf Ibn ar-Rāwandī zurück und erklärte ihn damit, dass zwischen beiden eine Feindschaft bestanden habe. Dieser Vorwurf beruhe darauf, dass Abū ʿĪsā in seinem Kitāb al-Maqālāt die Lehren der Dualisten besonders ausführlich dargestellt habe.
Andere Autoren, darunter al-Masʿūdī und Abū l-Hasan al-Aschʿarī, rechneten Abū ʿĪsā al-Warrāq der Schia bzw. den Rāfiditen zu. Für eine Zugehörigkeit zur Schia spricht auch, dass er einen eigenen Eintrag in dem schiitischen Ridschāl-Werk von Ahmad ibn ʿAlī an-Nadschāschī (gest. 1058) erhalten hat. Selbst ʿAbd al-Dschabbār ibn Ahmad, der al-Warrāq als Mulhid bezeichnet, sah bei ihm eine Verbindung zur Schia. So teilt er mit, dass dieser Bücher „zur Unterstützung der Imamiten und der Klassen der Rāfiditen“ verfasst habe. Abū l-Husain al-Chaiyāt (gest. 913) behauptet zwar, al-Warrāq habe das Rāfiditentum nur nach außen hin vorgegeben, will aber trotzdem al-Warrāqs Ketzerei den Rāfiditen anlasten, mit dem Argument, dass er aus ihren Reihen kam und bei ihnen damit hervortrat.

### Positionen in der modernen Forschung
In der modernen Forschung ist man hinsichtlich der Frage von al-Warrāqs eigener religiöser Orientierung geteilter Meinung. Carsten Colpe nahm an, dass al-Warrāq „insgeheim Zindīq, vielleicht auch schon eindeutiger Kryptomanichäer“ war, und der Manichäismus seine eigene Überzeugung war. Sarah Stroumsa sieht in ihm ebenfalls einen Dualisten.
Josef van Ess erkennt bei al-Warrāq zwar ebenfalls eine Nähe zu manichäischen Positionen, so wenn er die Blutopfer kritisiert, doch sieht er in ihm vor allem einen skeptischen Rationalisten. Zur Begründung verweist er auf eine bei al-Māturīdī überlieferte Aussage, wonach ein Prophet eigentlich nicht notwendig ist, weil seine Gebote entweder der Vernunft entsprechen, und dann die Vernunft allein genügt, oder ihr widersprechen, und dann nicht akzeptiert werden können.  Demgegenüber warnte Dominique Urvoy davor, al-Warrāqs erkenntnistheoretische Position als Skeptizismus zu beschreiben, mit dem Argument, dass er selbst eine Anekdote erzählte, nach der ein Sophist, der jede Form von Wahrheit und Gewissheit negierte, mit dem simplen Trick zur Aufgabe seiner Position gezwungen wurde, dass man ihm den Maulesel, mit dem er gekommen war, entführte und hinterher behauptete, er sei nicht mit einem Maulesel gekommen.
Später äußerte van Ess, dass es unzweifelhaft feststehe, dass al-Warrāq ein Schiit war. Dies ergibt sich für ihn aus den überlieferten Titeln seiner Werke. David Thomas meint, dass die Verwirrung um Abū ʿĪsā al-Warrāqs religiöse Orientierung möglicherweise auf dessen eigenen Unwillen zurückgeht, sich religiös festzulegen. Dafür, dass er eher ein Gegner des Dualismus war, sprechen nach ihm die Titel seiner verlorenen Werke Iqtiṣāṣ maḏāhib aṣḥāb al-ithnain wa-r-radd ʿalaihim und Radd ʿalā l-Maǧūs.

## Belege
1. 1 2  Abū Ḥaiyān at-Tauḥīdī: al-Imtāʿ wa-l-muʾānasa. Ed. Aḥmad Amīn, Aḥmad az-Zain. 3 Bände. Dār Maktabat al-ḥayāh, Beirut ohne Datum. Bd. III, S. 192. Digitalisat
2. ↑  Al-Masʿūdī: Murūǧ aḏ-ḏahab wa-maʿādin al-ǧauhar. 1873, Bd. VII, S. 236.
3. ↑  Ess: Der Eine und das Andere: Beobachtungen an islamischen häresiographischen Texten. 2010, S. 168.
4. 1 2 3  Ibn an-Nadīm: al-Fihrist. 1988, S. 216.
5. ↑  al-Ḫaiyāṭ: Kitāb al-Intiṣār. 1957, S. 111, Zeile 24 (arabischer Text).
6. ↑  Ibn al-Ǧauzī: Al-Muntaẓam fī taʾrīḫ al-mulūk wa-l-umam. Ed. Muḥammad und Muṣṭafā ʿAbd al-Qādir ʿAṭā. Dār al-kutub al-ʿilmīya, Beirut 1992. Bd. XIII, S. 112. Digitalisat
7. ↑  Al-Masʿūdī: Murūǧ aḏ-ḏahab wa-maʿādin al-ǧauhar. 1873, Bd. VII, S. 236.
8. ↑  al-Ašʿarī: Kitāb Maqālāt al-islāmīyīn wa-ḫtilāf al-muṣallīn. 1929–1933, S. 33.
9. 1 2 3 4  David Thomas: Abū ʿĪsā l-Warrāq. In: Encyclopaedia of Islam THREE, Edited by: Kate Fleet, Gudrun Krämer, Denis Matringe, John Nawas, Devin J. Stewart. Veröffentlicht 2008, doi:10.1163/1573-3912_ei3_SIM_0290.
10. ↑  Ess: Der Eine und das Andere: Beobachtungen an islamischen häresiographischen Texten. 2010, S. 170.
11. ↑  Ess: Theologie und Gesellschaft im 2. und 3. Jahrhundert Hidschra. 1995, Bd. VI, S. 430f.
12. ↑  Watt: “Abū ʿĪsā al-Warrāq”. 1983, S. 325.
13. ↑  Thomas: Early Muslim polemic against Christianity. Abū ʿĪsā al-Warrāq’s “Against the Incarnation”. 2002, S. 68.
14. ↑  Vgl. dazu Martin J. McDermott: “Abū ʿĪsā al-Warrāq on the Dahriyya” in Mélanges de l’Université Saint-Joseph 50 (1984) 385–402.
15. ↑  Colpe: „Anpassung des Manichäismus an den Islam (Abū ʿĪsā al-Warrāq)“. 1959, S. 91.
16. 1 2 3  Ess: Theologie und Gesellschaft im 2. und 3. Jahrhundert Hidschra. 1995, Bd. VI, S. 431.
17. ↑  Ess: Der Eine und das Andere. 2011, S. 171.
18. ↑  Siehe Thomas: Early Muslim polemic against Christianity. 2002, S. 77.
19. ↑  Watt: “Abū ʿĪsā al-Warrāq”. 1983, S. 325f.
20. ↑  Thomas: Early Muslim polemic against Christianity. Abū ʿĪsā al-Warrāq’s “Against the Incarnation”. 2002, S. 35, 286.
21. ↑  aš-Šarīf al-Murtaḍā: aš-Šāfī fī l-imāma. 1986–1987. Bd. I, S. 89f.
22. 1 2  ʿAbd al-Ǧabbār ibn Aḥmad: Taṯbīt dalāʾil an-nubūwa. 1966, S. 371, Zeile 9f.
23. ↑  ʿAbd al-Ǧabbār ibn Aḥmad: Taṯbīt dalāʾil an-nubūwa. 1966, S. 407.
24. ↑  Abū Manṣūr al-Māturīdī: Kitāb at-Tauḥīd. Ed. Fatḥallāh Ḫulaif. Dār al-Mašriq, Beirut 1970. S. 199. Digitalisat
25. ↑  Ess: Der Eine und das Andere. S. 169.
26. 1 2  Aḥmad ibn ʿAlī an-Naǧāšī: Riǧāl. S. 372. Digitalisat.
27. ↑  Theodor Nöldeke: Geschichte des Qorans. Zweiter Teil: Die Sammlung des Qorāns. 2. Auflage, umgearbeitet von Friedrich Schwally. Dietrich, Leipzig 1919. S. 97.
28. ↑  aš-Šahrastānī: al-Milal wa-n-niḥal. Ed. William Cureton. London 1846. Bd. I, S. 188. Digitalisat
29. ↑  Ibn an-Nadīm: al-Fihrist. 1988, S. 401, Zeile 20.
30. ↑  ʿAbd al-Ǧabbār ibn Aḥmad: Taṯbīt dalāʾil an-nubūwa. 1966, S. 128f.
31. ↑  al-Ḫaiyāṭ: Kitāb al-Intiṣār. 1957, S. 110, Zeile 3. (arabischer Text).
32. ↑  al-Ḫaiyāṭ: Kitāb al-Intiṣār. 1957, S. 108, Zeile 2f., 12f. (arabischer Text).
33. ↑  al-Ḫaiyāṭ: Kitāb al-Intiṣār. 1957, S. 112, Zeile 1f. (arabischer Text).
34. ↑  aš-Šarīf al-Murtaḍā: aš-Šāfī fī l-imāma. 1986–1987. Bd. I, S. 89.
35. ↑  Al-Masʿūdī: Murūǧ aḏ-ḏahab wa-maʿādin al-ǧauhar. Ediert und übersetzt von Barbier de Meynard et Pavet de Courteille. 9 Bde. Paris 1861–1877. Band VI, S. 57. Digitalisat
36. ↑  al-Ašʿarī: Kitāb Maqālāt al-islāmīyīn wa-ḫtilāf al-muṣallīn. 1929–1933, S. 64.
37. ↑  al-Ḫaiyāṭ: Kitāb al-Intiṣār. 1957, S. 108, Zeile 12f, S. 110, Zeile 6f. (arabischer Text).
38. ↑  Colpe: „Anpassung des Manichäismus an den Islam (Abū ʿĪsā al-Warrāq)“. 1959, S. 86.
39. ↑  Colpe: „Anpassung des Manichäismus an den Islam (Abū ʿĪsā al-Warrāq)“. 1959, S. 87.
40. ↑  Sarah Stroumsa: “The Barāhima in Early Kalam,” in Jerusalem Studies in Arabic and Islam 6 (1985) 229–241
41. ↑  Siehe Abū Manṣūr al-Māturīdī: Kitāb at-Tauḥīd. Ed. Fatḥallāh Ḫulaif. Dār al-Mašriq, Beirut 1970. S. 200. Digitalisat
42. ↑  Josef van Ess: “Ibn ar-Rēwandī, or the Making of an Image” in Al-Abhath 27 (1978/1979) 5–26. Hier. S. 18f.
43. ↑  Siehe Abū ʿAmmār ʿAbd al-Kāfī: al-Mūǧaz. Ed. ʿAmmār Ṭālibī. aš-Širka al-Waṭanīya lin-Našr wat-Tauzī', Algiers, 1978. Bd. I, S. 281–283. Digitalisat
44. ↑  Dominique Urvoy: Les penseurs libres dans l'Islam classique. L'interrogation sur la religion  chez les penseurs arabes indépendants. Albin Michel, Paris 1996. S. 114.
45. ↑  Ess: Theologie und Gesellschaft im 2. und 3. Jahrhundert Hidschra. 1997, Bd. IV, S. 293.

| Personendaten    | Personendaten                                              |
| ---------------- | ---------------------------------------------------------- |
| NAME             | Abū ʿĪsā al-Warrāq                                         |
| ALTERNATIVNAMEN  | Abū ʿĪsā Muhammad ibn Hārūn al-Warrāq (vollständiger Name) |
| KURZBESCHREIBUNG | schiitischer Kalām-Gelehrter                               |
| GEBURTSDATUM     | 8. Jahrhundert oder 9. Jahrhundert                         |
| STERBEDATUM      | unsicher: 861 oder 862                                     |